# Brattholmen (Sula)
Brattholmen ist eine unbewohnte Schäreninsel im Heissafjord in Norwegen und gehört zur Gemeinde Sula der norwegischen Provinz Møre og Romsdal. 
Sie liegt nahe dem südlichen Ufer des Fjords, nördlich des Orts Langevåg. Nördlich der Insel führt die Schifffahrtsroute zum ebenfalls nahe gelegenen Hafen von Ålesund vorbei. Brattholmen ist von weiteren Schären umgeben. Südlich liegt Storholmen, nordwestlich Kveiteskjeret und nordöstlich Rognholmen.
Die felsige Insel verfügt nur über eine spärliche Vegetation. Sie hat eine West-Ost-Ausdehnung von etwa 180 Metern bei einer Breite von ungefähr 60 Metern.